# Лючия ди Ламмермур
«Лючи́я ди Ламмерму́р» (итал. Lucia di Lammermoor) — трагическая опера (итал. dramma tragico) в трёх актах итальянского композитора Гаэтано Доницетти. Итальянское либретто Сальваторе Каммарано по мотивам романа Вальтера Скотта «Ламмермурская невеста» (1819). Премьера оперы состоялась 26 сентября 1835 года в театре Сан-Карло в Неаполе.
Действие оперы с романтическим шотландским колоритом происходит в Ламмермурских холмах на юго-востоке Шотландии. Сцена сумасшествия главной героини (где звучит ария Il dolce suono) покорила публику XIX века своим романтизмом и фантастическими эффектами (для создания которых использована стеклянная гармоника). Премьера адаптированной французской версии оперы (на либретто А. Роже и Г. Ваэза) состоялась 6 августа 1839 года в парижском театре «Ренессанс». 
«Лючия ди Ламмермур» считается одним из ярчайших образцов стиля бельканто и занимает прочное место в репертуаре оперных театров мира.

## Успех и признание
До Доницетти сюжет романа Вальтера Скотта «Ламмермурская невеста» был уже несколько раз использован в операх. Появились «Ламмермурская невеста» композитора М. Карафы де Колобрано на либретто Балокки (1829), И. Бредаля на либретто Х. К. Андерсена, А. Маццукато на либретто Пьетро Бельтрама (1834). Новая опера вытеснила все предыдущие из репертуара. Ко времени создания «Лючии» Доницетти уже страдал от сильнейших головных болей; утверждается, что заключительная ария оперы была им сочинена во время одного из таких приступов за какие-то полтора часа.
Хотя в самом Неаполе, где состоялась премьера, опера давалась не так часто, в других столицах Европы она стала подлинным хитом. Итальянские артисты показали её 17 декабря 1838 года в Одессе, а 8 октября 1840 года опера (с Александрой Соловьёвой в главной роли) дебютировала уже на главной столичной сцене Российской империи — в Каменном театре. Это одна из немногих опер эпохи бельканто, которая продолжала регулярно ставиться даже в первой половине XX века. Так, в «Метрополитен-опере» с 1903 по 1972 годы не было двух сезонов подряд, когда бы «Лючия» отсутствовала в репертуаре.
В фокусе внимания музыкального мира шедевр Доницетти вновь оказался после того, как Мария Каллас драматично исполнила главную партию у Герберта фон Караяна на сцене «Ла Скала» (1954). Через пять лет у Туллио Серафина и Франко Дзефирелли в «Ковент-Гардене» (где опера не исполнялась почти полвека) образ Лючии воплотила австралийка Джоан Сазерленд, которая с того времени стала главной Лючией оперного мира. Если у Каллас Лючия представала надломленной трагической фигурой, то Сазерленд, сосредоточившись на вокальной технике, вернула партии её исконное предназначение в эпоху бельканто: виртуозное орнаментальное пение как главный драматический нерв оперы. Критики и публика не слышали ничего подобного десятилетиями — казалось, она воскресила дух певиц XIX века вроде Джудитты Пасты, для которых и создавалась эта партия. 
В советское время опера была редкой гостьей сцены. Впрочем, арии Лючии считались жемчужинами концертных выступлений Неждановой. Во время гастролей театра «Ла Скала» (1964) московскую публику покорила исполнением этой роли Рената Скотто.
Фрагменты оперы можно услышать в фильмах «Газовый свет», «Пятый элемент» (где Дива Плавалагуна исполняет обработанную версию арии «Il dolce suono»), «22 пули: Бессмертный» (финальные титры) и многих других. 

## Действующие лица
| Партия                                               | Голос   | Исполнитель на премьере 26 сентября 1835 (Дирижёр: Никола Феста) |
| ---------------------------------------------------- | ------- | ---------------------------------------------------------------- |
| Лорд Генрих Аштон, владетель Ламмермура (Энрико)     | баритон | Доменико Косселли                                                |
| Лючия, его сестра                                    | сопрано | Фанни Таккинарди-Персиани                                        |
| Эдгар Равенсвуд (Эдгардо)                            | тенор   | Жильбер Дюпре                                                    |
| Лорд Артур Баклоу (Артуро)                           | тенор   | Акилле Балестраччи                                               |
| Алиса, подруга Лючии                                 | сопрано | Тереза Запуччи                                                   |
| Раймонд Бидебенд, пастор, наставник Лючии (Раймондо) | бас     | Карло Порто-Оттолини                                             |
| Норманн, начальник стражи замка                      | тенор   | Анафесто Росси                                                   |
| Гости на свадьбе, стражники                          |         |                                                                  |

## Либретто
Действие оперы происходит в Шотландии в 1669 году.

### Часть первая. Отъезд
Акт I
Картина первая: роща возле Ламмермурского замка. Начальник стражи Норман расставляет посты. Появляется хозяин замка лорд Генри Эштон с пастором Раймондом. Норманн рассказывает Эштону, что сестра лорда Лючия в этой роще тайно встречается с Эдгаром Равенсвудом, смертельным врагом их рода. Генри в ярости. Он уже обещал руку сестры богатому лорду Артуру Бэклоу. Выгодное замужество сестры позволит ему поправить свои расстроенные дела. Тщетно Раймонд пытается успокоить Эштона. Тот готов на всё, чтобы добиться брака сестры с лордом Артуром.
Картина вторая: парк Ламмермурского замка. В светлую лунную ночь вышла из замка Лючия со своей подругой Алисой. Лючия открывает подруге тайну своего сердца. Тяжёлые предчувствия омрачают её душу — она не верит в будущее счастье. Приход Эдгара успокаивает Лючию, но ненадолго. Тот пришёл проститься со своей возлюбленной. Он назначен послом во Францию и должен уехать. Эдгар просит Лючию не забывать его в разлуке.

### Часть вторая. Брачный контракт
Акт II

Картина первая: кабинет лорда Эштона. Генри Эштон обсуждает со своим верным Норманом предстоящую свадьбу Лючии с лордом Артуром Бэклоу. Чтобы убедить сестру отказаться от Эдгара, Эштон изготовил поддельное письмо Эдгара к мнимой новой возлюбленной. Входит Лючия. Генри убеждает её выйти за Артура, приводит все аргументы, но Лючия непреклонна. Тогда Генри показывает ей письмо, свидетельствующее об измене Эдгара. Лючия в отчаянии — она не хочет больше жить. Вошедший пастор Раймонд утешает Лючию и призывает её смириться. Лючия соглашается на брак с лордом Артуром. 

Эскиз декорации первой постановки оперы (1835)

Картина вторая: большой зал в замке. Наступил день подписания брачного контракта. Генри и Артур довольны. Эштон поправит свои денежные дела, а лорд Артур получит в жёны первую красавицу Ламмермура. Появляется Лючия. Она в унынии. Генри Эштон объясняет печаль сестры трауром по недавно умершей матери. Артур и Лючия подписывают брачный контракт. В этот момент появляется Эдгар. Но он прибыл слишком поздно — брак уже заключён. Эдгар обвиняет Лючию в измене, не хочет слушать никаких объяснений Лючии и пастора Раймонда, бросает к ногам Лючии подаренное ею кольцо и проклинает её вместе со всем родом Эштонов.
Акт III
Картина первая: кабинет Эдгара в замке Равенсвуд. Погружённый в мрачные мысли, Эдгар сидит в своём замке. За окном бушует гроза. Появляется Генри. Он вызывает Эдгара на дуэль. Завтра утром один из них должен умереть.
Картина вторая: зал в замке Ламмермур. Свадебный пир в разгаре. Только что молодых проводили в опочивальню, и гости веселятся. Вдруг вбегает пастор Раймонд. Он в ужасе рассказывает, что Лючия только что в припадке безумия убила своего мужа. Входит Лючия в окровавленном платье. Она безумна. Ей кажется, что она — невеста Эдгара. Она не узнаёт ни брата, ни пастора. На глазах у потрясённых гостей Лючия падает на пол. Она мертва.
Картина третья: парк у гробницы Ламмермуров. Рано утром Эдгар поджидает своего противника Генри. Вдруг доносятся звуки печального хора. Появляется похоронная процессия. Пастор Раймонд сообщает Эдгару, что Лючия умерла. Узнав о смерти любимой, Эдгар закалывается.

### Французская редакция либретто
Французское либретто было написано Альфонсом Ройером и Гюставом Ваэзом. Французская редакция оперы серьёзно отличается от итальянской. Авторы подчеркнули одиночество Лючии, полностью удалив роль Алисы и значительно сократив роль пастора Раймонда. В то же время роль лорда Артура была расширена. На основе роли Нормана была создана новая роль негодяя Джилберта, который за деньги продаёт секреты Генри Эштона Эдгару, и наоборот. Французская версия оперы в современном театре практически не исполняется.

## Дискография

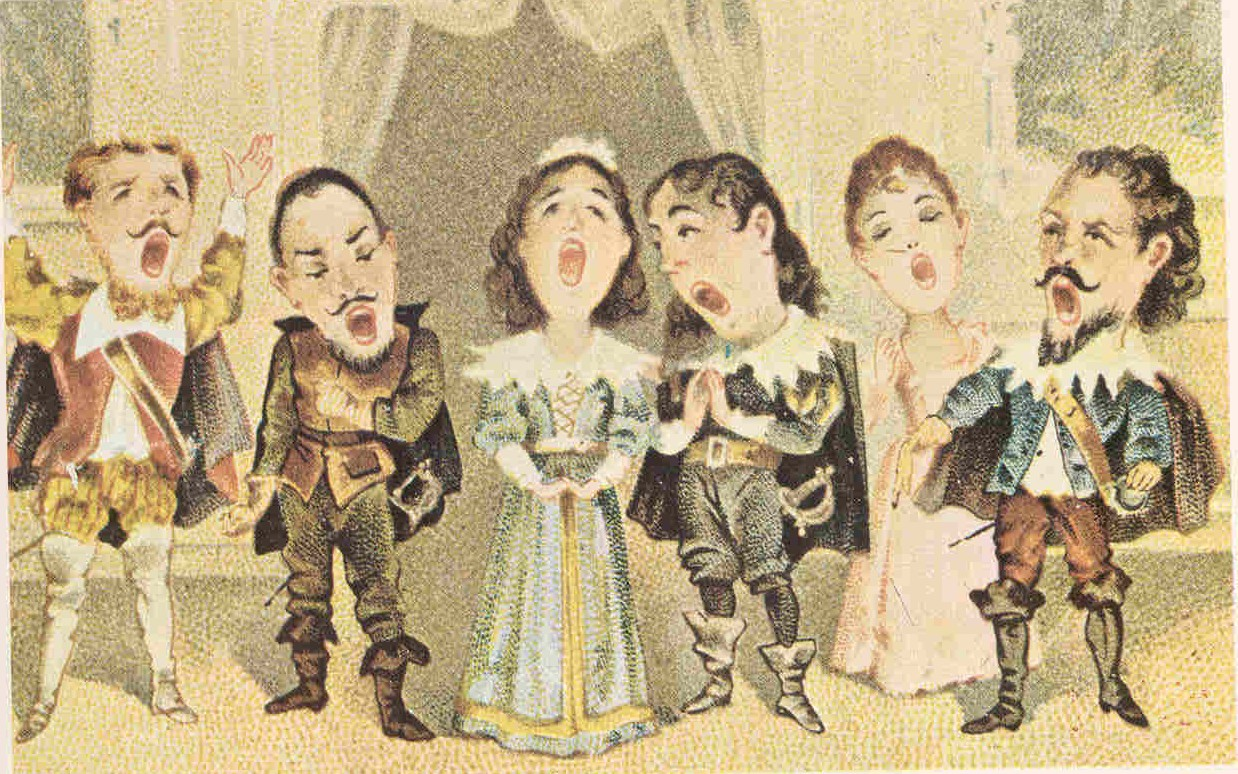
Карикатура XIX века на секстет из второго действия оперы

- М. Каллас, Дж. Ди Стефано, Т. Гобби, Р. Арие. Дирижёр Т. Серафин / EMI 1953
- М. Каллас, Дж. Ди Стефано, Р. Панераи, Н. Дзаккариа. Дирижёр Г. фон Караян / Берлин 29.9.1955 Live / EMI
- Анна Моффо, Карло Бергонци, М. Серени, Э. Фладжелло, П. Дюваль, К. Воцца, В. Пандано. Дирижёр Жорж Претр / RCA 1965
- Б. Силлз, Л. Паваротти, Р. Бануэлас, Д. Портилла. Дирижер А. Гуаданьо / Мехико 28.10.1969
- Дж. Сазерленд, Ю. Туранжо, Л. Паваротти, Р. Дэвис, Ш. Милнз, Н. Гяуров. Дирижёр Р. Бонинг / DECCA 1971
- Б. Силлз, Д. Карри, Х. Каррерас, П. Эльвира, М. Маццьери. Дирижёр Луиджи Мартелли / NYCO 28.8.1974
- М. Кабалье, Э. Марри, Х. Каррерас, В. Сардинеро, С. Реми. Дирижёр Хесус Лопес-Кобос / PHILIPS 1977
- А. Нетребко, Х. Брос, Ф. Вассалло, В. Ковалев. Дирижёр Ю. Рудель / Лос-Анджелес 20.12.2003
- Н. Дессей, М. Альварес, А. Холланд. Дирижёр Х. Лопес Кобос / Чикаго 16.2.2004

## Экранизации
- 1971 — «Лючия ди Ламмермур» (Италия), RAI). Режиссёр Марио Ланфранки. Римский симфонический оркестр, хор RAI, дирижёр Карло Феличе Чилларио. В главной роли: Анна Моффо. На итальянском языке.
- 1980 — «Лючия ди Ламмермур» (СССР, Укртелефильм). Режиссёр Олег Бийма. В ролях: Евгения Мирошниченко, Анатолий Мокренко, Виктор Евграфов (поёт В. Федотов), Анна Твеленева (поёт Г. Туфтина), Гирт Яковлев (поёт В. Кулага), Юрий Волков (поёт Г. Красуля), Станислав Пазенко (поёт В. Гуров). Дирижёр О. Рябов. На русском языке.

## Постановки в России
В 2000 и 2009 годах опера ставилась на сцене Мариинского театра. Другие российские постановки последних лет:
- 2008 — Санкт-Петербург Опера. Режиссёр-постановщик: Юрий Александров, Художник-постановщик: Вячеслав Окунев.
- 2009 — Музыкальный театр имени Станиславского и Немировича-Данченко. Музыкальный руководитель постановки и дирижёр — Вольф Горелик. Режиссёр-постановщик — Адольф Шапиро). Художник-постановщик — Андрис Фрейбергс.
- 2010 — Татарский академический государственный театр оперы и балета им. М. Джалиля. Музыкальный руководитель и дирижёр — Ренат Салаватов. Режиссёр-постановщик — Михаил Панджавидзе (Большой театр, Москва). Художник-постановщик — Игорь Гриневич (Новосибирск). Лючия — Альбина Шагимуратова, Эдгар — Чингис Аюшеев.
- 2018 — «Новая Опера» (Москва). Музыкальный руководитель и дирижёр — Ян Латам-Кёниг[англ.]. Режиссёр-постановщик — Ханс-Йоахим Фрай. Художник-постановщик — Пётр Окунев[10].
- 2024 — Музыкальный театр Республики Карелия. Музыкальный руководитель и главный дирижёр театра — Михаил Синькевич. Режиссёр-постановщик — Юрий Муравицкий. Художник-постановщик — Пётр Окунев. Художник по свету – лауреат премии «Золотая Маска» Сергей Васильев.